# كارل هوفمان (لاعب كرة قدم)
كارل هوفمان (بالألمانية: Karl Hoffmann)‏ هو لاعب كرة قدم ألماني، ولد في 10 أكتوبر 1935 في دوسلدورف في ألمانيا. لعب مع فورتونا دوسلدورف.

## وصلات خارجية
- كارل هوفمان على موقع قاعدة بيانات كرة القدم.إي يو (الإنجليزية)
- كارل هوفمان على موقع عالم كرة القدم.نت (الإنجليزية)
- كارل هوفمان على موقع أوليمبيديا (الإنجليزية)